# خربة النقيب الاسيمر
خربة النقيب الاسيمر Khirbat Nuqayb al-Asaymir (تعني باللغة العربية "أطلال الممر الأسود الصغير"، والمختصرة خربة النقيب الاسيمر  ) هو موقع أثري يعود إلى العصر الإسلامي الأوسط (1000-1400 م) يقع في فينان، جنوب الأردن. يحتوي الموقع على معامل صغير ة لصهر المعادن، ومساكن، وأبراج مراقبة، ومناطق إدارية. بدأت دراسة الموقع في أوائل القرن العشرين واستمرت حتى الوقت الحاضر. بعد إجراء مسح في عام 2002، تم اكتشاف قطع أثرية بما في ذلك الفخار والعملات المعدنية في الموقع، والتي ترجع إلى احتلال الموقع في الفترة الإسلامية الوسطى وتعطي تفسيرات للأنشطة والاقتصاد في خربة النقيب الاسيمر في الماضي.

## الجغرافيا
تقع خربة النقيب الاسيمر في الاتجاه الشمالي الغربي من موقع خربة فينان الأثري، وكلاهما يقعان في منطقة وادي فينان. تقع الخربة في منتصف الطريق بين البحر الميت والبحر الأحمر. المناخ في خربة النقيب الاسيمر جاف، والموقع محاط بالصحراء.

## تاريخه
تحتوي منطقة فينان على موارد خام وفيرة، مما سمح بتطوير إنتاج النحاس في المنطقة. وكان لموقع خربة النقيب الاسيمر أهمية أيضًا حيث تم التبادل على ادارتها بين أيدي البيزنطيين والصليبيين والمسلمين.
في منطقة فينان، تم إنتاج النحاس في عهد الإمبراطورية البيزنطية. ومع ذلك، هناك جدل حول الوقت المحدد الذي توقف فيه إنتاج النحاس في فاينان. تراوحت التوقعات من عام 360 إلى عام 370 ميلادي، إلى أواخر القرن السادس إلى أوائل القرن السابع.
بدأ عدد المستوطنات في فينان بالتزايد في العصر الإسلامي المبكر (600-1000م). وقد أظهرت الأدلة أن إنتاج النحاس، بعد توقفه في أواخر العصر البيزنطي، لم يحدث مرة أخرى إلا في العصر الإسلامي الثاني الأوسط (1200-1400م). في هذا الوقت، واصل الناس في خربة النقيب الاسيمر ممارسة إنتاج النحاس، أو تم نقل النشاط إلى خربة فينان. وتراجعت الأنشطة في موقع الخربة في نهاية المطاف في أواخر العصر الإسلامي (1400-1800 م).

## الآثار

### الاستطلاع

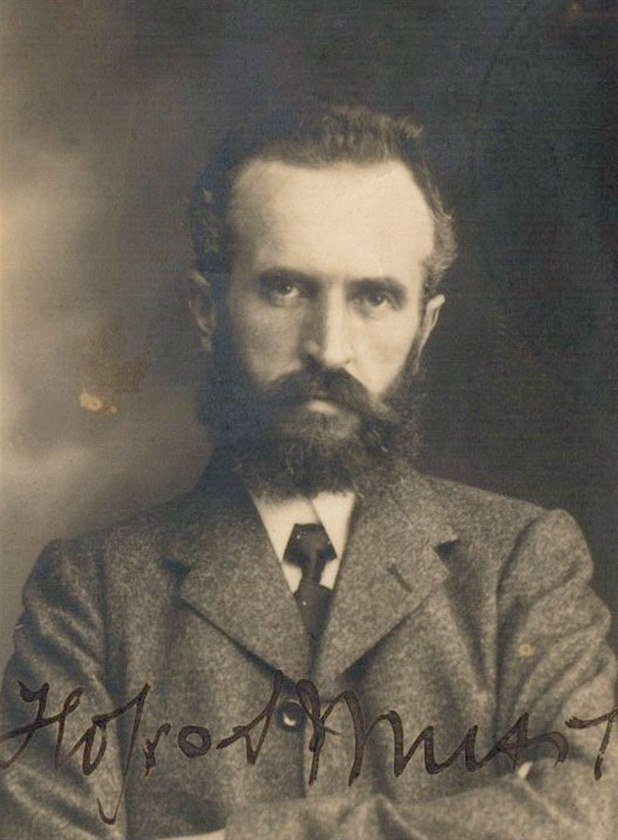
الرحالة التشيكي ألويس موسيل

في العصر الحديث، كان أول من زار الموقع هو الرحالة التشيكي ألويس موسيل. وفي وقت لاحق، في عام 1934، قام نيلسون جلوك بمسح منطقة جنوب شرق الأردن، بما في ذلك موقع خربة النقيب الاسيمر الذي أرجع تاريخه إلى الفترة الإسلامية في العصور الوسطى مع تحليل الهياكل والفخار الموجودة. 
في ثمانينيات القرن العشرين، قام فريق من متحف التعدين الألماني (دويتشس بيرجباو) بتحديد تاريخ الموقع إلى القرن الثالث عشر.  في عام 2002، استخدم فريق مسح JHF محطة إجمالية لرسم خريطة مفصلة للميزات داخل الموقع؛ حدد الفريق 15 مبنى رئيسيًا، وتم تحديد مبنيين، المبنى 5300 و5304 كمواقع حيث حدث إنتاج النحاس بشكل أساسي، مع اعتبار المبنى 5300 مركزًا للصهر؛ كان المبنيان 5313 و5314 عبارة عن أبراج مراقبة مرتبطة بالأنشطة البدوية حول خربة النقيب الاسيمر؛ ربما كانت المباني الأخرى أماكن للمعيشة والإدارة.  كان الموقعان القريبان WAG 57 و 58 هما المصدران الرئيسيان لخامات الخربة.

### الحفر

#### الفخار
تم جمع الفخار من كل مبنى في الموقع بعد المسح الذي تم في عام 2002، مما يتيح تحديد تاريخ الموقع بدقة أكبر. تشكل المنتجات المصنوعة يدويًا ما يصل إلى 70% من إجمالي كمية قطع الفخار المجمعة.  تشكل الأواني المصنوعة يدويًا غير المزخرفة 93% من الأواني المصنوعة يدويًا، أي 65% من إجمالي كمية الفخار؛ أما الـ 7% المتبقية فهي أواني خشنة مزخرفة بزخارف هندسية.  أما بالنسبة للأنواع الأخرى، فإن 22% من الإجمالي عبارة عن فخاريات غير مزججة مصنوعة على عجلات، و28 قطعة فخارية من مصابيح نعال مصنوعة بالقالب، و20 قطعة فخارية من الفخار المزجج، و53 قطعة فخارية غير تشخيصية.
تشير الأواني المصنوعة يدويًا غير المزخرفة إلى أن خربة النقيب الاسيمر كانت مأهولة بالسكان من الفترة الإسلامية الوسطى إلى المتأخرة، لكنها لا تحدد تاريخ الموقع بدقة أكبر من ذلك.  يعود تاريخ الأواني الفخارية غير المزججة المصنوعة على عجلات إلى الفترة من القرن الثالث عشر إلى القرن الخامس عشر.  يعود تاريخ قطع المصابيح المصنوعة من القوالب إلى النصف الأول من القرن الثالث عشر. يعود تاريخ الفخار المزجج إلى النصف الثاني من القرن الثالث عشر. من بين القطع الفخارية غير التشخيصية، النوع الأكثر شيوعًا هو الفخار البني الذي تم تحديده على أنه بيزنطي.

#### العملات المعدنية
تم العثور على خمس عملات سورية أيوبية وعملة واحدة من عهد سلاجقة الروم في متحف كارنيجي الوطني، والتي يعود تاريخها إلى الفترة ما بين 1200 و1235 م.

### توضيحات
وبما أن غالبية قطع الفخار المزججة تأتي من سلع سورية مستوردة، فمن المؤكد أنه كان هناك طريق تجاري من خربة النقيب الاسيمر إلى سوريا.  كما أن القدرة على تحمل تكاليف السلع المستوردة هي مؤشر على وجود النخب السياسية في الخربة.  تم إنتاج كمية تقدر بـ 65 - 100 طن من النحاس وفقًا لكمية الخبث المقدرة بـ 1000 طن في كومة الخبث.  ومن المرجح أن تكون المباني التي تم بناؤها باستخدام مواد محلية قد أنشئت في العصر الإسلامي الأوسط لإنتاج النحاس.  كان هناك مكانان لإنتاج النحاس، يقع كل منهما على الحدود الشرقية والغربية للموقع، بعيدًا عن منطقة المعيشة، وبالتالي تم ضمان راحة السكان.  يشير العدد القليل من ورش الصهر إلى أن الإنتاج كان منظمًا بطريقة مركزية. 